# Fattura elettronica in Italia
Per fattura elettronica in Italia si intende una fattura in formato digitale provvista del riferimento temporale e della firma digitale dell'emittente (che ne garantisce autenticità e integrità) inviata in formato elettronico al destinatario, il quale la conserverà nel formato originale in modalità sostitutiva alla carta. In sostanza è un documento che viene emesso, trasmesso e verrà conservato sia dall'emittente sia dal ricevente esclusivamente ed obbligatoriamente in formato elettronico (digitale). Per le sole fatture elettroniche è prevista la conservazione almeno quindicinale; il responsabile della conservazione deve cristallizzare l'archivio delle fatture elettroniche emesse e/o ricevute nel periodo, apponendo sull'archivio la propria firma digitale e una marca temporale.
Da sottolineare come una volta implementato un sistema di conservazione sostitutiva, se già si dispone dei collegamenti telematici attraverso cui inviare o ricevere fatture telematiche, strutturate o meno, l'implementazione della fatturazione elettronica è un passo breve che richiede solo la stipula di un accordo con i destinatari o i mittenti e l'utilizzo di firma digitale e del riferimento temporale da parte del mittente.
Secondo quanto previsto dalla Circolare del 19/10/2005 n. 45 dell'Agenzia delle Entrate Direzione Centrale Normativa e Contenzioso al punto 2.6.2 - Fattura inviata con mezzi tradizionali: "La fattura, creata in forma cartacea o elettronica, può essere consegnata o spedita nei modi tradizionali in forma cartacea. ... la fattura creata in forma elettronica può essere spedita o consegnata in forma cartacea allorquando manca il consenso del destinatario alla trasmissione elettronica. In tale caso, trattasi pur sempre di una fattura elettronica in quanto dotata del riferimento temporale e della firma elettronica qualificata. L'invio della fattura mediante un qualsiasi strumento elettronico (es. via e-mail), senza il consenso del cliente, non dà luogo ad una trasmissione elettronica, bensì ad una consegna o spedizione della stessa mediante strumenti elettronici. Ne consegue che la fattura è elettronica solo per l'emittente, se ovviamente emessa in tale formato, mentre è sempre cartacea per il ricevente...."

## Obblighi amministrativi e fiscali
La fattura elettronica è, da un punto di vista contenutistico, del tutto equivalente a una fattura cartacea e, come questa, deve essere annotata in appositi registri, secondo le indicazioni fornite dall'art. 21, comma 2, del D.P.R. n. 633/72 e integrate dal D.lgs. n. 52/2004.
Pertanto, l'individuazione esatta della data di emissione della fattura, come nel caso delle tradizionali fatture cartacee, assume particolare rilievo nelle seguenti tipologie:
- Fatture attive - in riferimento agli obblighi di annotazione entro 15 giorni dalla data di emissione su apposito registro ai sensi dell'art. 23 del D.P.R. n. 633/1972
- Fatture passive - per la previsione contenuta nell'art. 1 del D.P.R. n. 100/1998 (IVA);

Fattura elettronica B2G: l'obbligo di fatturazione elettronica da e verso le Pubbliche amministrazioni è in vigore dal 31 marzo 2015 anche per le PA locali, oltre che per le PA centrali che l'avevano già recepito a partire dal 6 giugno 2014. In base a tale obbligo è imposto divieto alle amministrazioni pubbliche di emettere o accettare fatture in formato cartaceo.
Fattura elettronica B2B: l'obbligo di fatturazione elettronica tra soggetti con partita IVA è in vigore dal 1º gennaio 2019 e riguarda tutte le imprese e i liberi professionisti.
Fattura elettronica B2C: è l'obbligo di fatturazione elettronica nei confronti dei consumatori finali in tutti i casi di cessione di beni o servizi, anch'essa in vigore dal 1 gennaio 2019.
La normativa (nuovo comma 3 art. 21 D.P.R. 633/1972) prescrive la stipula di uno specifico accordo tra mittente e destinatario della fattura in modo da stabilire con precisione gli elementi di qualificazione dell'interscambio, quali ad esempio:
- modalità tecnica;
- standard utilizzato;
- periodicità della trasmissione dei documenti;
- momento dell'emissione da parte del mittente;
- momento della ricezione da parte del destinatario.

Il concetto stesso di fatturazione elettronica si presta a molteplici interpretazioni che partono da prospettive molto diverse in termini di processi impattati, funzioni aziendali coinvolte, tecnologie abilitanti e benefici attesi. 
Un primo modello interpretativo fa riferimento alla fattura come documento in sé e alla fatturazione come processo in sé, assumendo la prospettiva della fatturazione elettronica in senso stretto.
Nella prospettiva della fatturazione elettronica in senso stretto la fattura è il documento amministrativo per eccellenza, il più importante documento aziendale in grado di rappresentare nel tempo un'operazione commerciale, da cui scaturiscono risvolti fiscali (detrazione dell'IVA e deducibilità del costo), civili (ingiunzioni di pagamento ed efficacia probatoria tra imprenditori), penali (reati tributari e reati commessi dal fallito) e finanziari (la gestione del credito e la riconciliazione della fatture ai pagamenti ed agli incassi). 
La fatturazione è dunque intesa come processo che parte dalla composizione della fattura, in generale da parte del fornitore di beni/servizi, e si conclude generalmente con l'archiviazione della fattura sia da parte del fornitore che da parte del cliente secondo quanto prescritto per legge e che può prevedere, se richiesto dall'Agenzia delle entrate, la messa a disposizione delle fatture conservate per accertamenti fiscali. Alcuni aggiungono al processo la successiva fase di pagamento e accertamento del pagamento.
In questo contesto con fatturazione elettronica ci si riferisce alla possibilità di emettere e conservare le fatture in solo formato digitale, come introdotto nell'ordinamento europeo dalla Direttiva 2001/115/CE del Consiglio del 20 dicembre 2001 e in Italia dal Decreto Legislativo del 20 febbraio 2004, n. 52 di recepimento della direttiva europea e dal Decreto del Ministero dell'Economia e delle Finanze del 23 gennaio 2004 (cfr. Il quadro normativo in tema di fatturazione elettronica e conservazione sostitutiva).
Il quadro legislativo di fatto regola diversi modelli di fatturazione elettronica, dalla semplice trasmissione elettronica delle fatture analogiche (in parole povere, una fattura in formato pdf trasmessa attraverso canali telematici) alla fatturazione elettronica in senso proprio. Nello specifico, i tre principali scenari prevedono:
- la trasmissione telematica delle fatture (o "fatturazione telematica"), quando la trasmissione dei dati e delle informazioni contenute in fattura avviene utilizzando un canale telematico, ma resta obbligatoria sia da parte dell'emittente che del destinatario la "materializzazione" (stampa su supporto cartaceo) del documento;
- la conservazione sostitutiva delle fatture, ossia il processo che permette di conservare le fatture in formato digitale in modo che risultino disponibili nel tempo nella loro integrità e autenticità, mantenendo piena validità legale e fiscale;
- la fatturazione elettronica propriamente detta, dove la fattura elettronica, in formato digitale provvista di riferimento temporale e della firma digitale dell'emittente (che ne garantisce autenticità e integrità), nasce, viene trasmessa e viene conservata sia dall'emittente che dal ricevente esclusivamente in formato elettronico (digitale).

## Data di formazione e data di emissione
La C.M. 45/E del 19 ottobre 2005 associa l'apposizione del riferimento temporale al momento della formazione della fattura elettronica; in pratica l'equivalente della stampa su carta per la fattura tradizionale, ossia il momento in cui il documento inizia ad esistere. In questo caso "formazione" equivale a definizione, composizione, creazione.
Pertanto l'apposizione delle firma elettronica qualificata non determina la data di emissione, ma la data di formazione della fattura elettronica.
La data di emissione, dalla quale decorrono gli obblighi indicati in precedenza, si determina come segue:
- fatture analogiche: è la data indicata in fattura ai sensi della C.M. 134/E del 5 agosto 1994
- fatture elettroniche: è la data indicata in fattura che è da ritenersi coincidente, in assenza di ogni altra specifica indicazione, con la data di trasmissione e ricezione[2], ai sensi dell'art. 21, comma 1 del D.P.R. n. 633/1972.

Un'ulteriore conferma dell'interpretazione proposta deriva dall'art. 3 del D.P.R. n. 68/2005 e dall'art. 45 del D.Lgs. n. 82/2005, in base ai quali "il documento informatico trasmesso per via telematica si intende spedito dal mittente se inviato al proprio gestore, e si intende consegnato al destinatario, se reso disponibile all'indirizzo elettronico da questi dichiarato."
La data di emissione della fattura elettronica determinata come indicato sopra ha un impatto significativo sui sistemi gestionali, in quanto:
- Per l'emittente c'è la necessità di allineare la data di emissione indicata in fattura (data facciale) con la data di emissione risultante dall'invio elettronico, poiché è da questa che decorrono gli obblighi di legge.
- Per il ricevente, sussiste la necessità di acquisire la data di ricezione della fattura elettronica.

## Il quadro normativo (fase 1)
La possibilità di emettere e conservare le fatture in solo formato digitale, è stata introdotta nell'ordinamento italiano dal Decreto Legislativo del 20 febbraio 2004 n. 52 che ha recepito la Direttiva 2001/115/CE del Consiglio del 20 dicembre 2001, e dal Decreto del Ministero dell'Economia e delle Finanze del 23 gennaio 2004. Decorsi tre anni dalla loro emanazione, e con la pubblicazione da parte dell'Amministrazione Finanziaria delle Circolari interpretative necessarie a chiarire le novità introdotte, si può oggi affermare che il quadro normativo di riferimento risulta ragionevolmente completo e chiaro.
Il quadro è ragionevolmente completo, anche alla luce della Circolare n.36/E del 6 dicembre 2006 che ha specificato meglio alcuni elementi su cui vi era incertezza di interpretazione. Nonostante manchino all'appello un paio di provvedimenti, come indicato dalla Circolare stessa (provvedimento di cui all'art. 5 del Decreto del Ministero dell'Economia e delle Finanze del 23 gennaio 2004, che dovrà riportare gli ulteriori dati ed elementi identificativi da comunicare alle competenti Agenzie fiscali; provvedimento di cui all'art. 6 del Decreto del Ministero dell'Economia e delle Finanze del 23 gennaio 2004, che dovrà riportare le modalità per l'esibizione in via telematica dei documenti conservati digitalmente), il quadro normativo consente l'immediata adozione di soluzioni di fatturazione elettronica o di conservazione sostitutiva con rischi legati all'incertezza interpretativa estremamente limitati o pressoché nulli.
Con l'approvazione della Legge n. 244 del 24 dicembre 2007, artt. 209, 210, 211, 212, 213 (Legge finanziaria 2008) è stato, infine, introdotto l'obbligo di emettere fatture esclusivamente in formato elettronico nei confronti della Pubblica Amministrazione.
Rimangono infatti molto pochi i punti su cui il legislatore non si è apertamente espresso, quali ad esempio la data emissione fattura in caso di fatturazione elettronica, la possibilità o meno di firmare a lotti nella conservazione ed è opportuno in questo momento intendere questi aspetti come elemento di flessibilità e non di incertezza. È comunque sempre possibile interpretare i punti aperti in maniera restrittiva, mettendosi così al riparo da eventuali ulteriori provvedimenti legislativi che facciano espresse richieste sulle modalità di esecuzione dei processi di fatturazione elettronica e conservazione sostitutiva. Rimane in molti dei non addetti ai lavori la percezione di una normativa difficoltosa e ancora parzialmente confusa.
Innegabilmente, una buona dose di complessità deriva dalla confluenza e contaminazione reciproca tra la normativa tecnica sulla de materializzazione delle fatture e dei documenti tributari e la già di per sé complessa normativa fiscale. Da un lato infatti ne deriva una difficoltà di interpretazione della normativa fiscale da parte degli addetti avente estrazione informatica, e dall'altro un'altrettanto difficile interpretazione della normativa tecnica da parte degli addetti aventi estrazione amministrativa. La difficoltà nell'interpretare entrambe le normative, ma soprattutto nel coordinarle correttamente, non va però intesa come deficit di chiarezza nella normativa in sé, ma piuttosto come un indicatore forte della necessità di formare nuove figure professionali, quali ad esempio il responsabile della conservazione, in grado di governare con sicurezza e in modo responsabile i processi di fatturazione elettronica.

### I modelli di fatturazione elettronica "normati"
Il quadro normativo di fatto regola diversi modelli di "fatturazione elettronica", dalla semplice trasmissione telematica delle fatture alla fatturazione elettronica in senso proprio.
I quattro principali scenari considerati prevedono: (1) l'utilizzo della trasmissione telematica delle fatture, (2) l'adozione della conservazione sostitutiva dei documenti fiscali, (3) la fatturazione elettronica in senso proprio e infine (4) il ricorso a sistemi di scambio documentale basati sull'EDI (Electronic Data Interchange). Li esamineremo ora nel dettaglio.

## La trasmissione telematica delle fatture
Nel caso di trasmissione telematica delle fatture (o "fatturazione telematica") la trasmissione dei dati e delle informazioni contenute in fattura avviene utilizzando un canale telematico.
I canali telematici possono essere la PEC, o più comunemente canali dedicati identificati da quello che si chiama il Codice Destinatario (spesso chiamato semplicemente Codice SDI). Parliamo quindi di fatturazione telematica qualora il mittente trasmetta al destinatario i dati o le informazioni contenute in fattura tramite un canale elettronico. Resta in questo caso obbligatoria sia da parte dell'emittente che del destinatario la “materializzazione” (stampa su supporto cartaceo) del documento. È necessario infatti stampare i dati che si ricevono creando un documento (cartaceo) che costituirà l'evidenza "legale" del documento stesso, esattamente come la fattura che si riceve via posta.
Non è peraltro necessario che l'originale del cliente e la copia fornitore della fatture abbiano lo stesso layout grafico: ciò che è fondamentale è la congruenza dei dati in esse contenuti.
Scambiare le fatture via email (o tramite altri canali elettronici) provvedendo alla conservazione della relativa copia cartacea comporta limitati benefici ma nessuna "controindicazione": questa non è infatti "fatturazione elettronica" e quindi non è soggetta agli obblighi previsti dalla normativa.

### Lo scambio dati via EDI
È infine interessante capire come viene considerato, nel quadro della normativa sulla fatturazione elettronica, l'utilizzo di sistemi EDI, anche alla luce del fatto che molte aziende in Italia hanno già in essere investimenti e infrastrutture di questo tipo e anche perché nel passato una assimilazione acritica tra l'EDI e la fatturazione elettronica ha spesso ingenerato ambiguità e confusione.
Le fatture o meglio i dati relativi alle fatture trasmessi attraverso sistemi EDI possono essere considerati fatturazione elettronica anche senza la firma digitale e il riferimento temporale qualora i sistemi attraverso cui i dati vengono trasmessi rispettino la Raccomandazione 94/820/CE, cioè qualora gli stessi sistemi di trasmissione dei dati garantiscano l'autenticità dell'origine e l'integrità del contenuto. In Italia diversi fornitori di servizi EDI possono garantire queste caratteristiche, per cui è sufficiente verificare che i sistemi del proprio provider rispettino la raccomandazione citata, stipulare un accordo con i clienti/fornitori e iniziare a conservare in maniera sostitutiva le fatture. Come già detto è possibile creare sezionali in cui conservare le fatture elettroniche ricevute o emesse in EDI senza più l'obbligo della materializzazione, continuando a conservare su carta le altre (utilizzando un altro apposito registro sezionale).

## La conservazione sostitutiva
Per “conservazione sostitutiva” si intende un processo, indipendente dal supporto tecnologico utilizzato, che permette di conservare documenti di qualsiasi natura in formato digitale, in modo che risultino disponibili nel tempo nella loro integrità e autenticità. Tale processo consente di mantenere la validità legale e fiscale dei documenti conservati e rappresenta perciò una modalità di conservazione "sostitutiva" rispetto alla carta.
È qui opportuno ricordare che la Circolare 36 dell'Agenzia delle entrate ha anche stabilito la possibilità di portare in conservazione sostitutiva solo parte delle fatture emesse o ricevute creando degli appositi sezionali per i registri IVA. La Circolare citata consente, infatti, la creazione di registri sezionali in cui numerare progressivamente fatture che si sono raggruppate secondo adeguati criteri, quali la tipologia di documento fiscalmente rilevante o la tipologia di fornitore/cliente (se italiano o estero). Questo accorgimento permette di gestire alcune "situazioni particolari", quali ad esempio le autofatture o i protocolli IVA generati per l'acquisto di servizi o merci intra-UE che spesso non si vogliono dematerializzare.
Il passaggio alla conservazione sostitutiva ha implicazioni gestionali più rilevanti rispetto allo scenario precedente. La normativa infatti prevede l'istituzione di una nuova figura professionale: il Responsabile della conservazione sostitutiva. A tale figura è deputata la definizione delle caratteristiche e dei requisiti del sistema di conservazione nonché il corretto svolgimento del processo di conservazione sostitutiva dei documenti (analogici e informatici). Il responsabile della conservazione può anche essere una figura esterna all'azienda.

## Riferimenti normativi
Di seguito i riferimenti emessi sino al 2008 circa (per comodità identificati con "fase 1").

### Normativa sulla fatturazione elettronica  (fase 1)
- Raccomandazione 94/820/CE della Commissione. Del 19 ottobre 1994, relativa agli aspetti giuridici della trasmissione elettronica di dati (G.U. n. L 338 del 28/12/1994).
- Direttiva 2001/115/CE del Consiglio del 20 dicembre 2001. Modifica la Direttiva 77/388/CEE al fine di semplificare, modernizzare e armonizzare le modalità di fatturazione previste in materia di imposta sul valore aggiunto.
- Decreto Legislativo del 20 febbraio 2004 n. 52. Attuazione della direttiva 2001/115/CE che semplifica ed armonizza le modalità di fatturazione in materia di IVA (G.U. n. 49 del 28 febbraio 2004).
- Provvedimento Agenzia delle Entrate del 9 dicembre 2004. Modalità di trasmissione e contenuti della comunicazione telematica ai sensi dell'articolo 21, comma 1, del decreto del Presidente della Repubblica 26 ottobre 1972, n. 633, ai fini dell'emissione delle fatture da parte del cliente o del terzo residente in un Paese, con il quale non esistono strumenti giuridici di reciproca assistenza in materia di IVA (G.U. n. 298 del 21 dicembre 2004).
- Direttiva 2006/112/CE del Consiglio del 28 novembre 2006. Relativa al sistema comune d'imposta sul valore aggiunto.
- Legge n. 244 del 24 dicembre 2007. Disposizioni per la formazione del bilancio annuale e pluriennale dello Stato (Legge finanziaria 2008) (G.U. n. 300 del 28 dicembre 2007).
- Decreto 7 marzo 2008. Individuazione del gestore del sistema di interscambio della fatturazione elettronica nonché delle relative attribuzioni e competenze (G.U. n.103 del 3 maggio 2008).

### Normativa sulla conservazione sostitutiva (fase 1)
- Decreto Ministero dell'Economia e delle Finanze del 23 gennaio 2004. Modalità di assolvimento degli obblighi fiscali relativi ai documenti informatici ed alla loro riproduzione in diversi tipi di supporto.
- Decreto Legislativo del 7 marzo 2005, n. 82. Codice dell'amministrazione digitale (G.U. n 112 del 16 maggio 2005).

### Normativa tecnica (fase 1)
- Deliberazione Cnipa del 19 febbraio 2004 n. 11/2004. Regole tecniche per la riproduzione e conservazione di documenti su supporto ottico idoneo a garantire la conformità dei documenti agli originali – articolo 6, comma 1 e 2, del Testo unico delle disposizioni legislative e regolamentari in materia di documentazione amministrativa, di cui al decreto del Presidente della Repubblica 28 dicembre 2000, n. 445.
- Decreto del Presidente del Consiglio dei Ministri del 13 gennaio 2004. Regole tecniche per la formazione, la trasmissione, la conservazione, la duplicazione, la riproduzione e la validazione, anche temporale, dei documenti informatici (G.U. n. 98 del 27 aprile 2004).
- Decreto del Presidente della Repubblica dell'11 febbraio 2005 n. 68. Regolamento recante disposizioni per l'utilizzo della posta elettronica certificata, a norma dell'articolo 27 della legge 16 gennaio 2003, n.3.
- Decreto del Ministro per l'innovazione e le tecnologie del 2 novembre 2005. Regole tecniche per la formazione, la trasmissione e la validazione, anche temporale, della posta elettronica certificata.
- Deliberazione CNIPA del 18 maggio 2006 n. 34/2006. Regole tecniche per la definizione del profilo di busta crittografica per la firma digitale in linguaggio XML[5] (G.U. n.230 del 3 ottobre 2006).
- Decreto del Presidente del Consiglio dei Ministri del 12 ottobre 2007. Differimento del termine che autorizza l'autodichiarazione circa la rispondenza ai requisiti di sicurezza di cui all'articolo 13, comma 4, del decreto del Presidente del Consiglio dei ministri 30 ottobre 2003 (GU n. 13 del 16 gennaio 2008).

### Circolari e Risoluzioni dell'Agenzia delle Entrate e dell'Agenzia delle Dogane (fase 1)
- Circolare Agenzia delle Entrate n.45/E del 19 ottobre 2005. Decreto legislativo 20 febbraio 2004 n. 52 – attuazione della direttiva 2001/115/CE che semplifica ed armonizza le modalità di fatturazione in materia di IVA.
- Circolare dell'Agenzia delle Entrate n. 36/E del 6 dicembre 2006. Decreto ministeriale 23 gennaio 2004 – Modalità di assolvimento degli obblighi fiscali relativi ai documenti informatici e alla loro riproduzione in diversi tipi di supporto.
- Circolare Agenzia delle Dogane n. 5/D del 25 gennaio 2005. DM 23/1/2004 recante “modalità di assolvimento degli obblighi fiscali relativi ai documenti informatici ed alla loro riproduzione in diversi tipi di supporto”. Campo di applicazione.
- Risoluzione dell'Agenzia delle Entrate n. 161/E del 9 luglio 2007. D.M. 23 gennaio 2004, articolo 21 DPR 26 ottobre 1972, n. 633 – Fatturazione elettronica e modalità di assolvimento degli obblighi fiscali relativi ai documenti informatici ed alla loro riproduzione su diversi tipi di supporto.
- Risoluzione dell'Agenzia delle Entrate n. 298/E del 18 ottobre 2007. Istanza di interpello 2007 – Art. 11, legge 27 luglio 2000, n. 212. Conservazione su supporti informatici delle copie delle dichiarazioni da parte dei CAF – Adempimenti correlati e termine per l'invio dell'impronta dell'archivio informatico.
- Risoluzione dell'Agenzia delle Entrate n. 14/E del 21 gennaio 2008.  Conservazione elettronica. Istanza di interpello 2007 – Art. 11, legge 27 luglio 2000, n. 212.
- Risoluzione dell'Agenzia delle Entrate n. 67/E del 28 febbraio 2008. Articoli 21 e 39 del D.P.R. 26 ottobre 1972, n. 633, D.M. 23 gennaio 2004, conservazione sostitutiva dei documenti rilevanti ai fini delle disposizioni tributarie – obblighi del vettore o dello spedizioniere. Messa a disposizione delle fatture tramite strumenti elettronici.
- Risoluzione dell'Agenzia delle Entrate n. 85/E dell'11 marzo 2008. D.M. 23 gennaio 2004, D.M. 24 ottobre 2000, n. 370. Conservazione sostitutiva delle distinte meccanografiche di fatturazione. Istanza di interpello – Art. 11, legge 27 luglio 2000, n. 212 – ALFA Spa.

### Normativa sulla fatturazione elettronica (fase 2)
Nel corso degli anni 2010 la legislazione e regolamentazione sulla fatturazione elettronica e la conservazione sostitutiva ha avuto uno sviluppo ragguardevole. È stato il decennio dell'attuazione massiva degli obblighi alla fatturazione elettronica nei vari settori (dal 2014 obbligo verso la PA, dal 2019 tra privati). Il numero di testi emessi, revisionati e superati è enorme e farne un elenco esaustivo sarebbe arduo e comunque sarebbe un esercizio per uso specialistico. Meglio evidenziare la fonte della normativa in edizione corrente ovvero l'area tematica Fatture elettroniche Archiviato il 18 settembre 2021 in Internet Archive. del portale dell'Agenzia delle Entrate, costantemente aggiornato. Tale sviluppo è proseguito anche nel decennio successivo.

## Cronologia storica della fattura elettronica in Italia
Anno 2001
20 dicembre 2001 emanazione della Direttiva n. 2001/115/CE con l’obiettivo di “… semplificare, modernizzare e armonizzare le modalità di fatturazione previste in materia di imposta sul valore aggiunto”. Prevista la possibilità di emettere, trasmettere e conservare le fatture in modo esclusivamente digitale. Prevista anche la possibilità di fatturazione da parte di un terzo o intermediario e la conservazione in alcuni casi specifici (passività d’imposta) all'estero.
Anno 2004
20 febbraio 2004 con il D.Lgs. n. 52 il Legislatore italiano, recepisce la Direttiva 2001/115/CE sostituendo l’articolo 21 del Dpr n. 633/1972 e modificando gli articoli 39 e 52. È consentita la possibilità di gestire il flusso della fatturazione, compresa la conservazione e l’invio delle fatture in modo completamente digitale. L'Amministrazione finanziaria italiana aveva già permesso di inviare le fatture tramite posta elettronica o canali ftp con la Risoluzione n. 360879 del 30 aprile 1986 e con la Risoluzione n. 107/E del 4 luglio 2001 si consentiva l’emissione del documento fiscale con PC e fax. La stampa e la conservazione dei documenti rimaneva comunque obbligatoria.
Anno 2007
Con l’articolo 1, commi da 209 a 214, della Legge n. 244/2007 si obbliga all'utilizzo della fatturazione elettronica per le cessioni e i servizi nei confronti della Pubblica Amministrazione. La trasmissione delle fatture elettroniche alla Pubblica Amministrazione sarà effettuata attraverso il Sistema di Interscambio (SdI), sistema informatico di supporto al processo di “ricezione e successivo inoltro delle fatture elettroniche alle amministrazioni destinatarie”.Non viene comunque fissata una data di decorrenza.
Anno 2010
Emanazione il 13 luglio 2010 della Direttiva 2010/45/UE, che modifica la direttiva 2006/112/CE relativa al sistema comune dell’IVA.
Anno 2013
Viene recepita dall'Italia la Direttiva 2010/45/UE con l’articolo 1, comma 325, Legge 24 dicembre n. 228 attuando i principi nella stessa contenuti, con modifica degli articoli 21 e 39 del Dpr n. 633/1972. L’Agenzia delle Entrate, con la Circolare n. 18 del 24 giugno 2014, commenta le modifiche apportate con questa legge. L’articolo 21, comma 1, del Dpr n. 633/1972, adeguato in base a quanto previsto dalla Direttiva 2010/45/CE, dice che: “Per fattura elettronica si intende la fattura che è stata emessa e ricevuta in un qualunque formato elettronico; il ricorso alla fattura elettronica è subordinato all'accettazione da parte del destinatario”. L’accettazione potrà avvenire o in modo scritto o tramite accordo tacito mediante il pagamento della stessa.
Si stabilisce inoltre che il cedente o prestatore soggetto passivo d’imposta potrà emettere direttamente la fattura oppure assicurarsi che la stessa sia emessa dal cessionario o committente o in alternativa da un intermediario.
Secondo l’articolo 233 della Direttiva 2006/112/CE ogni fornitore stabilisce il modo in cui garantire l’autenticità dell’origine, l’integrità del contenuto e la leggibilità della fattura attraverso metodi di gestione che creino un sistema di controllo certo tra una fattura e una cessione di beni o una prestazione; mediante la firma elettronica basata su un certificato qualificato, la trasmissione elettronica di dati, mediante tecnologie che comunque garantiscano l’autenticità dell’origine e l’integrità del contenuto di una fattura.
Si può concludere che:
- Quando il fornitore genera e trasmette fatture in formato elettronico, con accettazione da parte del destinatario, sia il fornitore che il destinatario sono obbligati a conservare il documento in modalità elettronica.
- Quando il fornitore genera e trasmette le fatture in formato elettronico e il destinatario non l’accetta: il fornitore potrà conservare digitalmente la fattura o conservarla in modo cartaceo.
- Quando il fornitore emette la fattura cartacea, il destinatario può adottare la modalità di conservazione che preferisce, cartacea o elettronica.

Il DM n. 55/2013 fissa i termini di decorrenza dell'obbligo di fatturazione elettronica per la PA:
6 giugno 2014: Ministeri, agenzie fiscali, enti nazionali di previdenza e assistenza sociale.
31 marzo 2015: tutti i restanti enti ed organismi della Pubblica Amministrazione.
Anno 2014
Con l’articolo 9, comma 1, lettera d) della legge 11 marzo 2014, n. 23 si delega il Governo ad incentivare attraverso la semplificazione degli adempimenti amministrativi e contabili a carico dei contribuenti l’utilizzo della fatturazione elettronica.
Anno 2015
In attuazione della delega di cui alla legge n. 23/2014, l’articolo 1, comma 3, del decreto legislativo 5 agosto 2015 n. 127 dispone che i soggetti passivi IVA, con riferimento alle operazioni effettuate dal 1º gennaio 2017, possono optare per la trasmissione telematica all’Agenzia delle entrate dei dati di tutte le fatture, emesse e ricevute, e delle relative variazioni.
Il 2015 è l'anno in cui entra in vigore attuazione principale della fatturazione elettronica verso la PA. 
Anno 2016
Il Legislatore con l’articolo 4 del decreto legge 22 ottobre 2016, n. 193, convertito con modificazioni dalla legge 1º dicembre 2016, n. 225, con lo scopo di contrastare l’evasione fiscale mediante la drastica riduzione del tempo che intercorre tra le operazioni poste in essere dai contribuenti e la loro conoscibilità (e conseguente possibilità di controllo) da parte dell’Agenzia delle Entrate e della Guardia di Finanza:
- viene rivista la normativa dello “spesometro” con l’obbligo della comunicazione entro l’ultimo giorno del secondo mese successivo ad ogni trimestre –dei dati delle fatture emesse e ricevute se queste ultime registrate. Per il periodo d’imposta 2017 (e successivamente anche per il 2018 in via facoltativa), tale comunicazione viene prevista semestralmente;
- viene introdotto l’obbligo della comunicazione trimestrale delle liquidazioni periodiche iva.

A partire dal 2017 sono venute a profilarsi due diverse modalità di comunicazione:
- Comunicazione obbligatoria: NUOVO SPESOMETRO
- Comunicazione opzionale: FATTURE ELETTRONICHE e altri dati trasmessi mediante il sistema di interscambio.

La comunicazione delle liquidazioni periodiche Iva è invece comune a entrambe la modalità.
Anno 2018
La Legge di bilancio per il 2018 (comma 909) apporta numerose modifiche e integrazioni al D.Lgs. n. 127/2015: a partire dal 1º gennaio 2019, nei rapporti tra operatori economici stabiliti o identificati ai fini Iva in Italia e anche nei confronti di consumatori finali italiani, diventa obbligatoria l’emissione delle fatture elettroniche e delle relative note di variazione elettroniche. Sono escluse da tale obbligo le imprese in regime di vantaggio e i soggetti forfettari; viene prevista l’emissione delle fatture e delle relative note di variazione mediante il sistema di interscambio (SDI) utilizzato già da anni per i rapporti con la PA e da parte di tutti quei soggetti che, a partire dal 1º gennaio 2017, hanno optato per la fatturazione elettronica tra privati; viene adottato un formato standard della fattura o nota di variazione (formato XML); con decreto potranno essere individuati ulteriori formati della fattura.
Anno 2019
Il 2019 è l'anno in cui entra in vigore l'attuazione principale della fatturazione elettronica tra privati (sono escluse talune categorie). Le fatture devono transitare sullo SDI. È il periodo in cui diventa largamente conosciuto il codice univoco (che identifica presso lo SDI ogni soggetto) e l'uso opzionale della "fattura di cortesia" (il documento in pdf generato dal software di fatturazione) da inviare se richiesta.
Anno 2022
Dal 1º luglio 2022, in seguito alla pubblicazione in Gazzetta Ufficiale del Decreto Legge 36/2022, l’obbligo di fatturazione elettronica è stato esteso a tutti i contribuenti appartenenti al regime forfettario che, nell’anno precedente, abbiano percepito compensi oltre la soglia di 25mila euro.
Anno 2024
Dal 1 gennaio 2024 l'obbligo di fatturazione elettronica è stato esteso a tutti i contribuenti forfettari, a prescindere dai ricavi (circolare AdE 13 luglio 2022, n. 26/E). Permangono, comunque delle deroghe per taluni soggetti di specifici settori qualora esistano delle condizioni reddituali. Invece, anche per il 2024 (decreto milleproroghe di fine 2023) i soggetti delle professioni sanitarie sono esonerati (per storiche questioni di trattamento di dati sensibili eccepiti dal Garante della privacy).